# 628 Christine
628 Christine
628 Christine là một tiểu hành tinh ở vành đai chính. Nó được August Kopff phát hiện ngày 7.3.1907 ở Heidelberg và được đặt theo tên Christine, vợ của August Kopff